# 日本きもの文化美術館
日本きもの文化美術館（にほんきものぶんかびじゅつかん）は福島県郡山市熱海町熱海にある美術館。
2009年5月に施設名称が「日本昔きもの美術館」から「日本きもの文化美術館」に変更された。
着物所蔵品に関して、その数と幅広さにおいて、国内有数と言われる。

## 概要
江戸から昭和初期の、いわゆる「昔きもの」（アンティーク着物）を中心に展示している。所蔵している着物は約3000点あり、常時60点前後を展示し、花魁道中着などの貴重な着物も多数展示されている。
展示は、花魁道中着・振袖などの常設展と、各種テーマを持った企画展で構成される。企画展は、年に3度変更され、その都度、テーマに沿った展示品が入れ替えられ、展示される。また、化粧道具やかんざしなども幅広く展示しており、着物にとどまらず江戸時代以降の衣装関係の道具・装飾品も充実している。
明治時代のポスター、昭和初期の婦人誌なども多数展示し、庶民生活の一端を窺い知ることが出来る。
館内には、戦前の家具や、ミニカー、人形など、各種玩具を集めた「ノスタルジア・ミュージアム」とカフェが併設されている。
共立女子大学教授の長崎巌が初代名誉館長を務め、男きもので著名な着物伝承家の早坂伊織が二代目名誉館長を務めていた。現在は、帯文化研究者で、きもの関連著書も数多く執筆している笹島寿美が同職に就任している。

## 出版物
- ハイカラさんのお洒落じょうず ー銘仙きもの 多彩な世界ー

## アクセス
- 福島県郡山市熱海町熱海5丁目211番地
- 鉄道 - JR磐越西線 磐梯熱海駅から車で2分、徒歩7分
- 車 - 磐越自動車道磐梯熱海ICから車で5分。また、郡山駅からは25分程度